# Les Cluses
Les Cluses é uma comuna francesa na região administrativa da Occitânia, no departamento dos Pirenéus Orientais. Estende-se por uma área de 8.91 km², com 233 habitantes, segundo o censo de 2018, com uma densidade de 26 hab/km².